# Аргузова
Аргузова (Аргузовка) — малая река в России, в Московской области, левый приток реки Шухормы.
Исток находится в 3 км к востоку от станции Лебзино Савёловского направления Московской железной дороги. Почти на всём протяжении спрямлена каналом, поскольку протекает в местах бывших торфоразработок. Впадает в Шухорму у села Квашёнки.
Длина — 11 км. Равнинного типа. Питание преимущественно снеговое. Аргузова замерзает в ноябре — начале декабря, вскрывается в конце марта — апреле.
Множество широких и глубоких осушительных каналов в бассейне реки затрудняет передвижение по её берегам. На месте вырубленных сосновых лесов растут чахлые березняки. Туристского значения не имеет.